# The New Adventures of Perry Mason
The New Adventures of Perry Mason é uma série de televisão exibida entre 16 de Setembro de 1973 e 20 de Janeiro de 1974.
Após o fim da série Perry Mason em 1966, a CBS perdeu boa parte de seu público, o que levou a emissora a voltar a exibir a série.
Re-estreou em 16 de Setembro de 1973,com o título de The New Adventures of Perry Mason porém como Raymond Burr estava em outro trabalho, na série Ironside, a CBS convocou Monte Markham para interpretar Perry Mason, a segunda versão não obteve o êxito da primeira e não ficou sequer 1 ano no ar.

## Elenco
- Monte Markham como Perry Mason
- Sharon Acker como Della Street
- Albert Stratton como Paul Drake
- Dane Clark como Tenente Arthur Tragg
- Harry Guardino como Hamilton Burger
- Brett Somers como Gertie Lane

### Episódios
1. – The Case of the Horoscope Homicide
2. – The Case of the Prodigal Prophet
3. – The Case of the Ominous Oath
4. – The Case of the Wistful Widower
5. – The Case of the Telltalle Tunk
6. – The Case of the Deadly Deeds
7. – The Case of the Murdered Murderer
8. – The Case of the Furious Father
9. – The Case of the Cagey Cager
10. – The Case of the Jailed Justice
11. – The Case of the Spurious Spouse
12. – The Case of the Frenzied Feminist
13. – The Case of the Perilous Pen
14. – The Case of the Tortured Titan
15. – The Case of the Violent Valley